# Бвабвата
Бвабвата (раніше два національних парки: Національний парк Капріві і Національний парк Маханго) — національний парк, знаходиться в Капріві у Намібії, площею 6100 км².
Бвабвата межує з Анголою на півночі, і з Ботсваною на півдні. Східніше парк проходить через річку Окаванго, на заході річку Квандо, що протікає в Намібії поряд з національним парком Мудуму.
У 2007 році Бвабвата утворився в результаті з'єднання двох національних парків: Капріві (нім. Caprivi-Nationalpark) і Маханго (нім. Mahango-Nationalpark). Спочатку Капріві був заснований в 1968 році, Маханго в 1986. Довгий час тут проходили південноафриканські війська, і повстанці, переслідувані з сусідньої Анголи.